# Veronarots

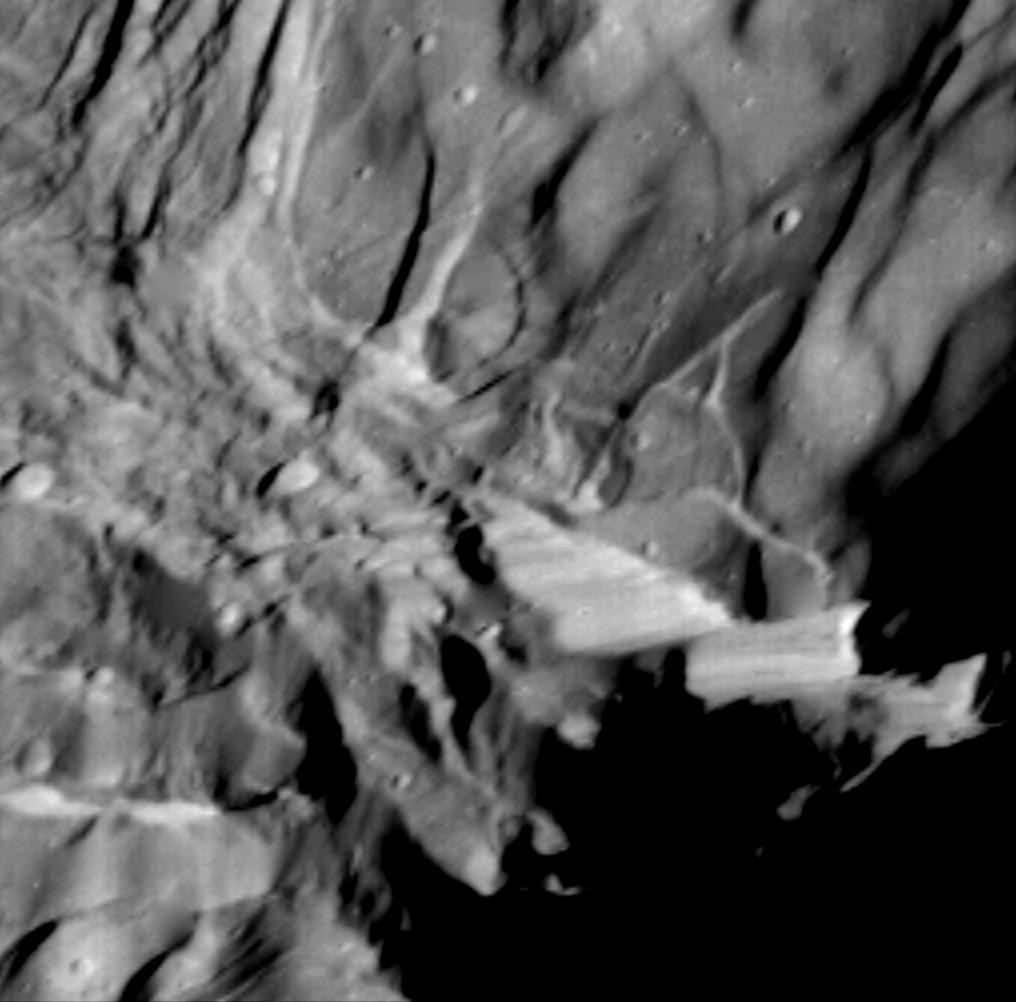
Voyager 2. Veronarots.

De Veronarots is een klif, een afgrond, op Miranda, een maan van Uranus. Schattingen van de hoogte lopen uiteen van 5 tot 20 kilometer. Daarmee is het de hoogst bekende klif uit het zonnestelsel. De klif is waarschijnlijk door een grote inslag door een meteoriet gevormd, die ervoor heeft gezorgd dat de buitenste korst brak en dan onregelmatig weer naar elkaar toe groeide. Een andere theorie is dat de korst van de maan gebarsten is en als twee tektonische platen over elkaar heen zijn geschoven.